# Oukase d'Ems

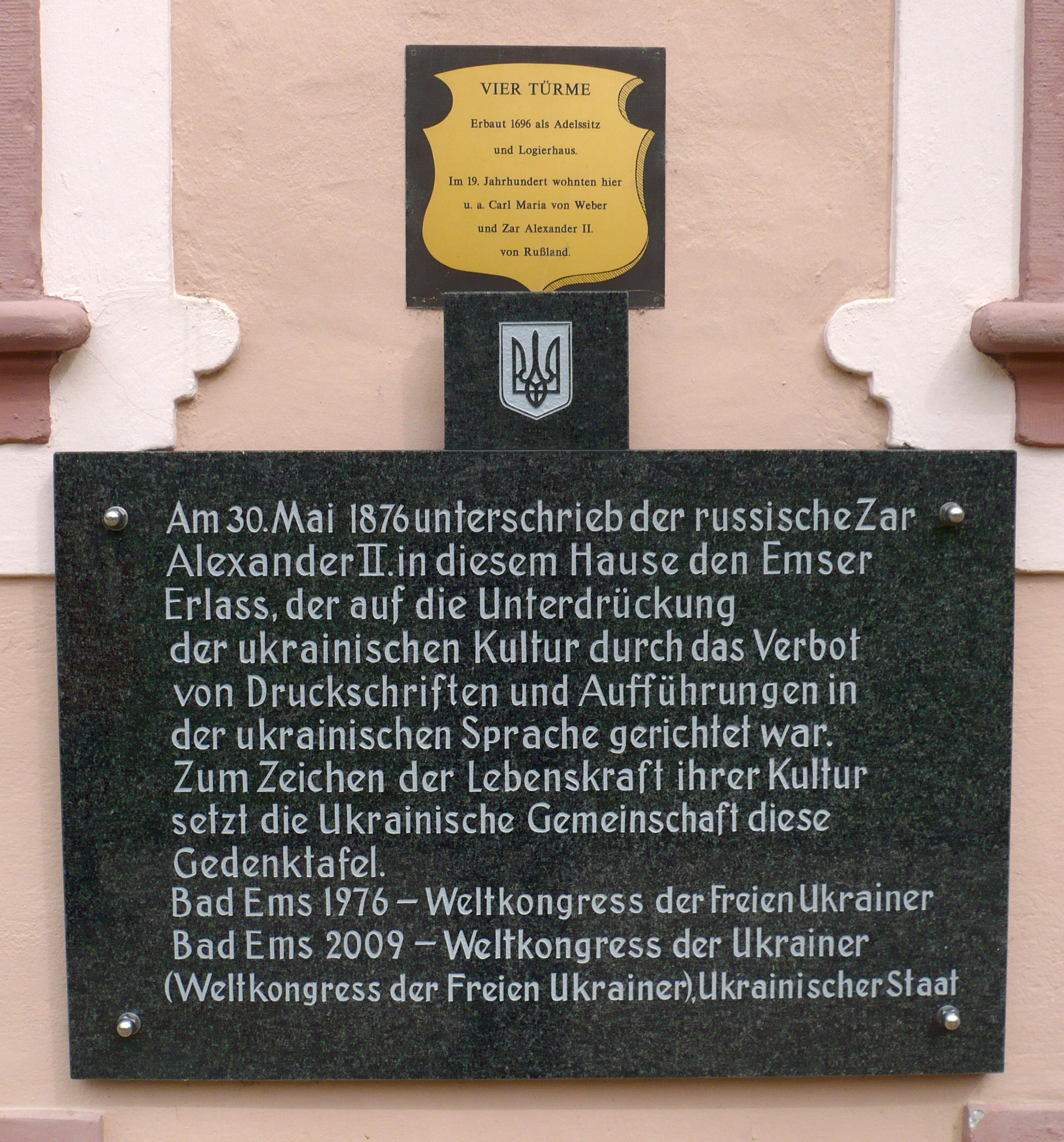
Plaque dédiée à l'oukase d'Ems à Bad Ems en 2010.

L'oukase d'Ems est un décret impérial du tsar Alexandre II en 1876, renforçant les prohibitions concernant l'utilisation de la langue ukrainienne dans l'Empire russe. L'oukase interdisait l’utilisation de la langue ukrainienne dans l’impression, sauf pour la réimpression de documents anciens. L’oukaze a également interdit l’importation de publications ukrainiennes et la mise en scène de pièces de théâtre ou de conférences en ukrainien. Il porte le nom de la ville d'eau allemande où il a été promulgué : Bad Ems (connue par ailleurs par la dépêche d'Ems).

Dans son livre Ukrainiens et Roumains, Alain Ruzé écrit : 

« en juillet 1863, le ministre de l'Intérieur, Piotr Valouïev, avait interdit les livres ukrainiens, les écoles ukrainiennes, les associations ukrainiennes hromady, tout comme en mai 1876, le tsar Alexandre II, par l'oukase d'Ems, avait interdit l'importation de livres ukrainiens, la publication de livres ukrainiens, l'enseignement de l'ukrainien. »